# Північний Борнео
Півні́чний Борне́о — колишня колонія Великої Британії на півночі острова Борнео. Тепер штат Сабах у Малайзії.
Площа 76,1 тис. км².
Населення 400,8 тис. мешканців (1957), головним чином даяки, малайці.
Адміністративний центр і головний порт Джеселтон (бл. 12 тис. мешканців).
Північний Борнео — аграрний район. Місцеве населення займається примітивним землеробством (вирощування рису, кукурудзи, саго, кокосової пальми). На плантаціях колонізаторів — кавове дерево, каучуконоси, тютюн. Лісорозробки, рибальство. Експорт: каучук, ліс, копра, мангровий екстракт, тютюн.

## Історія
У 1865 році консул США у Брунеї Клод Лі Мозес (англ. Claude Lee Moses) придбав у султана Брунею в лізинг на десять років територію Північного Борнео (нині провінція Сабах, Малайзія), але через фінансові труднощі по закінченню оренди Мозес почав шукати покупця. Запропонувавши уряду Сполучених Штатів укласти угоду не вдалося так як США не проявили ніякого інтересу до  азійських колоній. Врешті-решт Мозесу вдалося продати концесію гонконзькій торговій компанії, яка заснувала там невелике поселення Еллена (англ. Ellena) нині Кіманіс (англ. Kimanis), яка у січні 1875 року перепродала права на Північний Борнео консулу Австро-Угорської імперії в Гонг-Конзі барону Густафу фон Овербеку (нім.  Gustavus Baron Von Overbeck). Барон домігся від Брунею продовження договору ще на десять років, заручився в 1878 році аналогічною угодою і від султана Сулу, пообіцявши тому сучасну зброю для захисту від іспанців. Однак всі спроби зацікавити австро-угорську владу придбати колонію в Азії зазнали невдачі і в 1880 році барон змушений був передати управління своєму посадовцю  Альфреду Денту.
У липні 1881 року брати залучили британських компаньйонів, які в листопаді того ж року домоглися королівського дозволу від британської монархії на освоєння території під егідою Великої Британії в її інтересах. Компанія була перетворена на Британську компанію Північного Борнео (англ. British North Borneo Chartered Company) і зайнялася організацією поселень на півночі острова, стрімко розширюючи свої володіння, не зважаючи на протести від влади Нідерландів, Іспанії та сусіднього Сараваку. Єдина підтримка була з боку королівства Брунею.
З 1888 року Північний Борнео став протекторатом Великої Британії, але все місцеве управління й далі залишилося під контролем торговельної компанії. У 1890 році британський уряд створив колонію Лабуан, передавши її під управління адміністрації Північного Борнео. 
В кінці грудня 1941 року японці висадилися на острові Калімантан. Збройна поліція Північного Борнео складалася всього з 650 осіб — такі сили не могли надати японцям гідного опору. Після встановлення японцями окупаційного режиму європейці були вигнані, в результаті чого колонія прийшла в занепад.
У червні 1945 року на острові Калімантан висадилася австралійська 9-а дивізія, яка звільнила більшу частину території Північного Борнео. Колишній адміністративний центр колонії Сандакан був сильно поруйнований під час війни. У 1946 році новою столицею було вирішено зробити Джесселтон (нинішній Кота-Кінабалу). Після війни Північний Борнео був переданий під управління британської військової адміністрації. 15 липня 1946 року Північний Борнео разом з островом Лабуан отримали статус британської коронної колонії увійшовши до складу Малайського союзу. Нині штат Сабах на сході Малайзії.

## Мови
- Абай-сунгайська мова
- Британське Борнео